# Xerez Club Deportivo
 (juin 2016).
Si vous disposez d'ouvrages ou d'articles de référence ou si vous connaissez des sites web de qualité traitant du thème abordé ici, merci de compléter l'article en donnant les références utiles à sa vérifiabilité et en les liant à la section « Notes et références ».
Maillots
Actualités
Le Xerez Club Deportivo (Jerez Club Sportif) est un club de football espagnol de Jerez de la Frontera, fondé en 1947.

## Historique
| \| Jerez de la Frontera \| Emplacement de Jerez de la Frontera, en Espagne. |
| Jerez de la Frontera                                                        |

Le club évolue pendant 25 saisons en Segunda División (deuxième division).
En 2009, le club termine à la première place du Championnat d'Espagne de deuxième division, et obtient ainsi sa promotion en Primera División pour la première fois de son histoire. Toutefois, il redescend en Segunda División dès l'année suivante, se classant bon dernier du championnat, avec 8 victoires, 10 matchs nuls et 20 défaites.
Le club est relégué en quatrième division en 2013, puis en Ligue régionale d'Andalousie en 2014.
Le club atteint les huitièmes de finale de la Copa del Rey en 1984 et 2003.

### Dates clés
- 1947 : fondation du club
- 1949 : promotion en Tercera División (D3)
- 1953 : promotion en Segunda División (D2)
- 1958 : relégation en Tercera División (D3)
- 1967 : promotion en Segunda División (D2)
- 1968 : relégation en Tercera División (D3)
- 1971 : promotion en Segunda División (D2)
- 1972 : relégation en Tercera División (D3)
- 1977 : le club évolue en Segunda División B (D3), à la suite de la réorganisation des compétitions
- 1982 : promotion en Segunda División (D2)
- 1983 : relégation en Segunda División B (D3)
- 1986 : promotion en Segunda División (D2)
- 1991 : relégation en Segunda División B (D3)
- 1997 : promotion en Segunda División (D2)
- 1998 : relégation en Segunda División B (D3)
- 2001 : promotion en Segunda División (D2)
- 2009 : promotion en Primera División (D1)
- 2010 : relégation en Segunda División (D2)
- 2013 : relégation en Tercera División (D4)
- 2014 : relégation en Ligue régionale d'Andalousie

## Infrastructures

### Stade
Le Xerez Club Deportivo joue tous ses matchs à domicile au stade de Chapín, d'une capacité de 20 523 places.

## Palmarès
- Segunda División (D2) :
  - Champion : 2009

- Segunda División B (D3) :
  - Champion : 1982 (Groupe II) et 1986 (Groupe II)

- Tercera División (D4) :
  - Champion : 1953, 1960, 1965, 1967 et 1971

- Trophée Semana del Sol-Ciudad de Marbella :
  - Vainqueur : 1971

## Joueurs et personnalités du club

### Entraîneurs
- 2001-2003 :  Bernd Schuster
- 2003 :  Manolo Ruiz
- 2003 :  Carlos Orúe
- 2003-2004 :  Esteban Vigo
- 2004 :  Manolo Ruiz
- 2004-2005 :  Paco Chaparro
- 2005 :  Enrique Martín
- 2005-2006 :  Lucas Alcaraz
- 2006-2007 :  Pepe Murcia
- 2007 :  Miguel Ángel Rondán
- 2007 :  Antonio Méndez
- 2007-2008 :  Juan Martínez Casuco
- 2008-2009 :  Esteban Vigo
- 2009-2010 :  José Ángel Ziganda
- 2010 :  Antonio Poyatos
- 2010 :  Néstor Gorosito
- 2010-2011 :  Javi López
- 2011 :  Juan Merino
- 2011-2012 :  Vicente Moreno
- 2012-2013 :  Esteban Vigo
- 2013 :  Carlos Ríos
- 2013 :  David Vidal
- 2013 :  Paco Peña
- 2013 :  Antonio Manuel Racero Cabello
- 2013-2014 :  Francisco Higuera
- 2014 :  Paco Peña
- 2014-2015 :  Jesús Mendoza
- 2015-2016 :  Vicente Vargas
- 2016 :  Carlos Fontana
- 2016-2018 :  Vicente Vargas
- 2018 :  Juan Pedro
- 2018-2019 :  Antonio Nene Montero
- 2019 :  Antonio Calle
- 2019- :  Juan Carlos

### Joueurs emblématiques
- Stéphane Porato
- Gerard Autet
- Aythami Artiles
- Emilio Viqueira
- José Mari
- Vicente Moreno
- Víctor Sánchez
- Pedro Ríos
- Yordi